# Świebodzin
Świebodzin (niem. Schwiebus) – miasto w woj. lubuskim, siedziba powiatu świebodzińskiego i gminy miejsko-wiejskiej Świebodzin, na Pojezierzu Łagowskim. Według danych GUS z 31 grudnia 2021 Świebodzin liczył 21 254 mieszkańców.
Dawny gród słowiański, wzmiankowany po raz pierwszy w dokumencie z 1302.
Krzyżują się tutaj droga ekspresowa nr 3 i droga krajowa nr 92, dodatkowo w odległości 5 km od granic miasta przebiega autostrada A2.
W Świebodzinie znajduje się Figura Chrystusa Króla, która w latach 2010–2011 była najwyższym posągiem Chrystusa na świecie.
Istnieją tu także zakłady urządzeń termotechnicznych, rozwija się przemysł meblarski, odzieżowy i spożywczy. W Świebodzinie funkcjonuje jeden z najstarszych ośrodków ortopedycznych – Lubuskie Centrum Ortopedii.

## Położenie
Według danych z 1 stycznia 2012 powierzchnia miasta wynosi 17 km² (1693 ha).
Świebodzin położony jest na historycznym Dolnym Śląsku. Pierwotnie Świebodzin należał do Wielkopolski jako jeden z tamtejszych grodów, przydzielony został jej również po rozpoczęciu okresu rozbicia dzielnicowego w 1138. Miasto było częścią Wielkopolski do końca XIII wieku, jeszcze w 1296 zwierzchnictwo nad nim sprawował książę wielkopolski Władysław Łokietek. Na początku XIV wieku Świebodzin został włączony do księstwa głogowskiego, zaś w latach 1482–1740 wraz z najbliższymi okolicami stanowił śląską eksklawę.
W granicach miasta znajdują się dwa niewielkie jeziora: Trzcinno (5 ha; głęb. 2,5 m) oraz Zamecko (16 ha; głęb. 2,2 m). Natomiast w pobliżu znajdują się jeszcze dwa większe jeziora: Wilkowskie oraz Lubinieckie.

## Toponimia
Nazwa notowana w źródłach historycznych jako: Schwibussen (1251), Swebosin (1302), Svebusin (1334), Sweboczyn (1352). Pochodzi od nazwy osobowej Świeboda, ta zaś od słowa świeboda, oznaczającego „swobodę, bogactwo”. Niemiecka nazwa miasta jest adaptacją fonetyczną nazwy słowiańskiej. W roku 1613 śląski regionalista i historyk Mikołaj Henel z Prudnika wymienił miejscowość w swoim dziele o geografii Śląska pt. Silesiographia podając jej łacińskie nazwy: Svibusium, Suebodinum. Obecna nazwa została administracyjnie zatwierdzona 7 maja 1946.
Interesującym przypadkiem nazewnictwa miejskiego jest ul. Piłsudskiego, która w swojej historii nosiła nazwy: Szeroka, Hindenburga, Hitlera, Stalina, 22 Lipca

## Historia

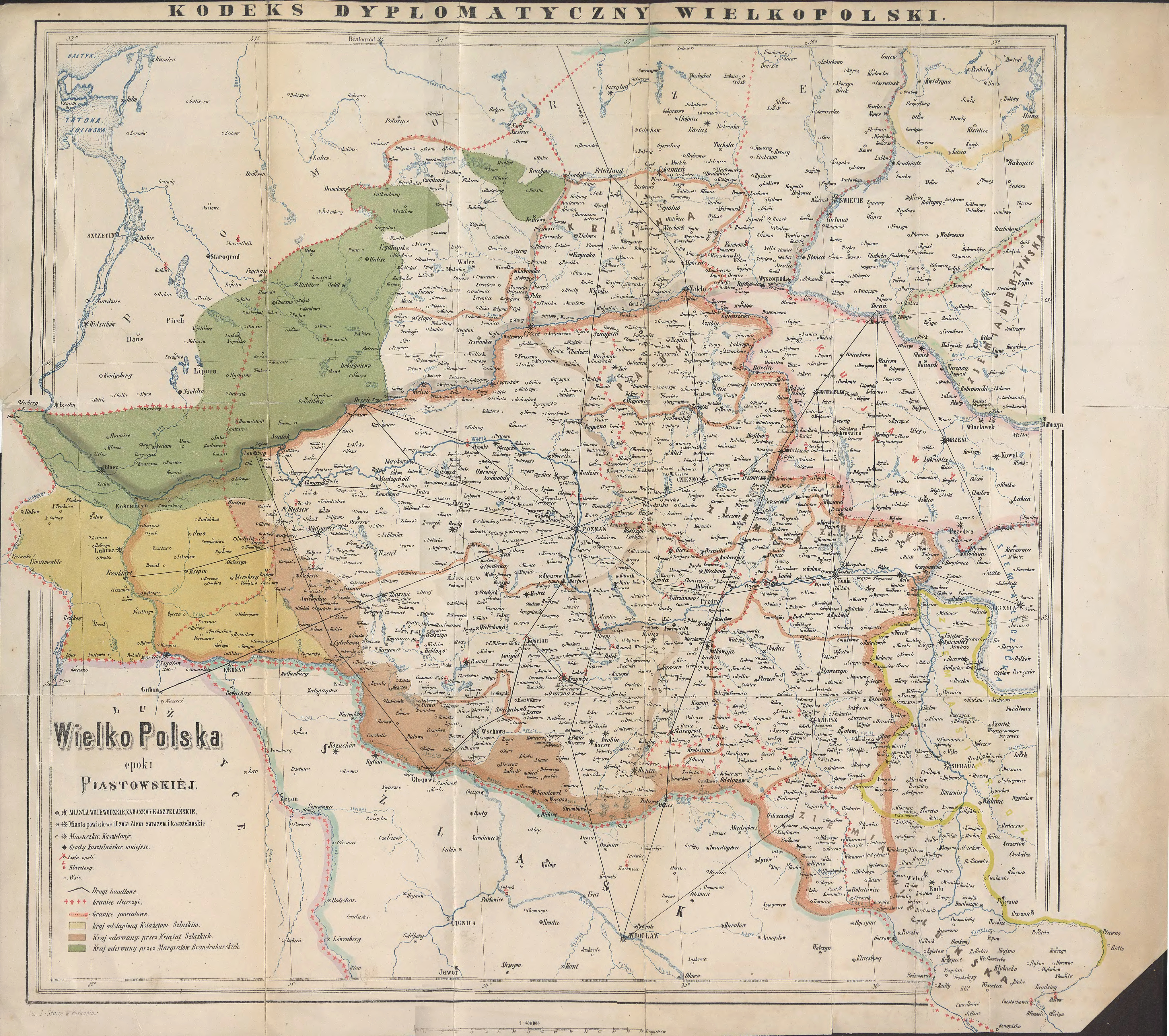
Historyczna mapa Wielkopolski w epoce piastowskiej wykonana w 1888 na podstawie Kodeksu dyplomatycznego Wielkopolski ze Świebodzinem w granicach obszaru włączonego do Śląska.

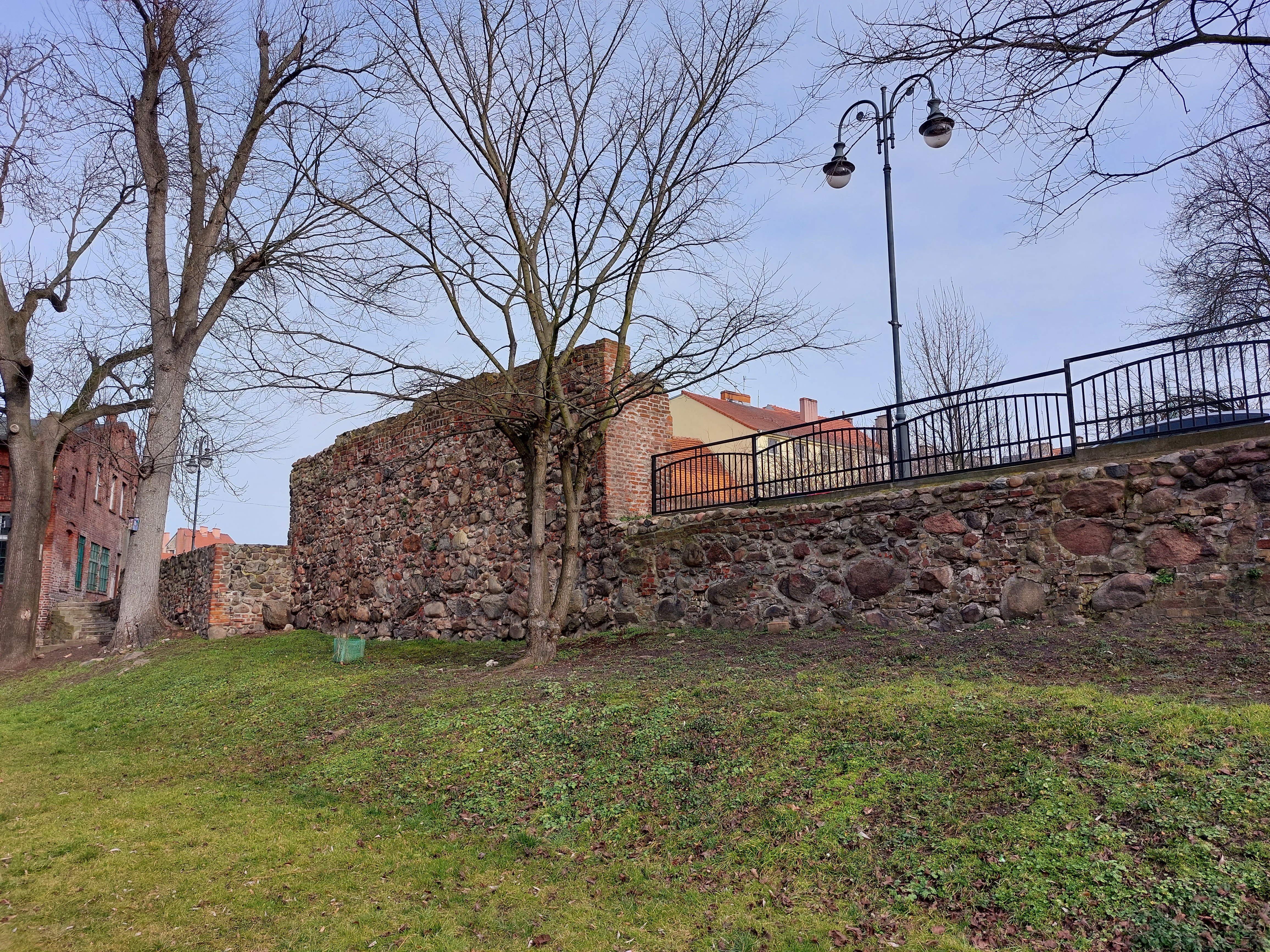
Świebodzin, mury miejskie z XIV wieku (ul. Okrężna)

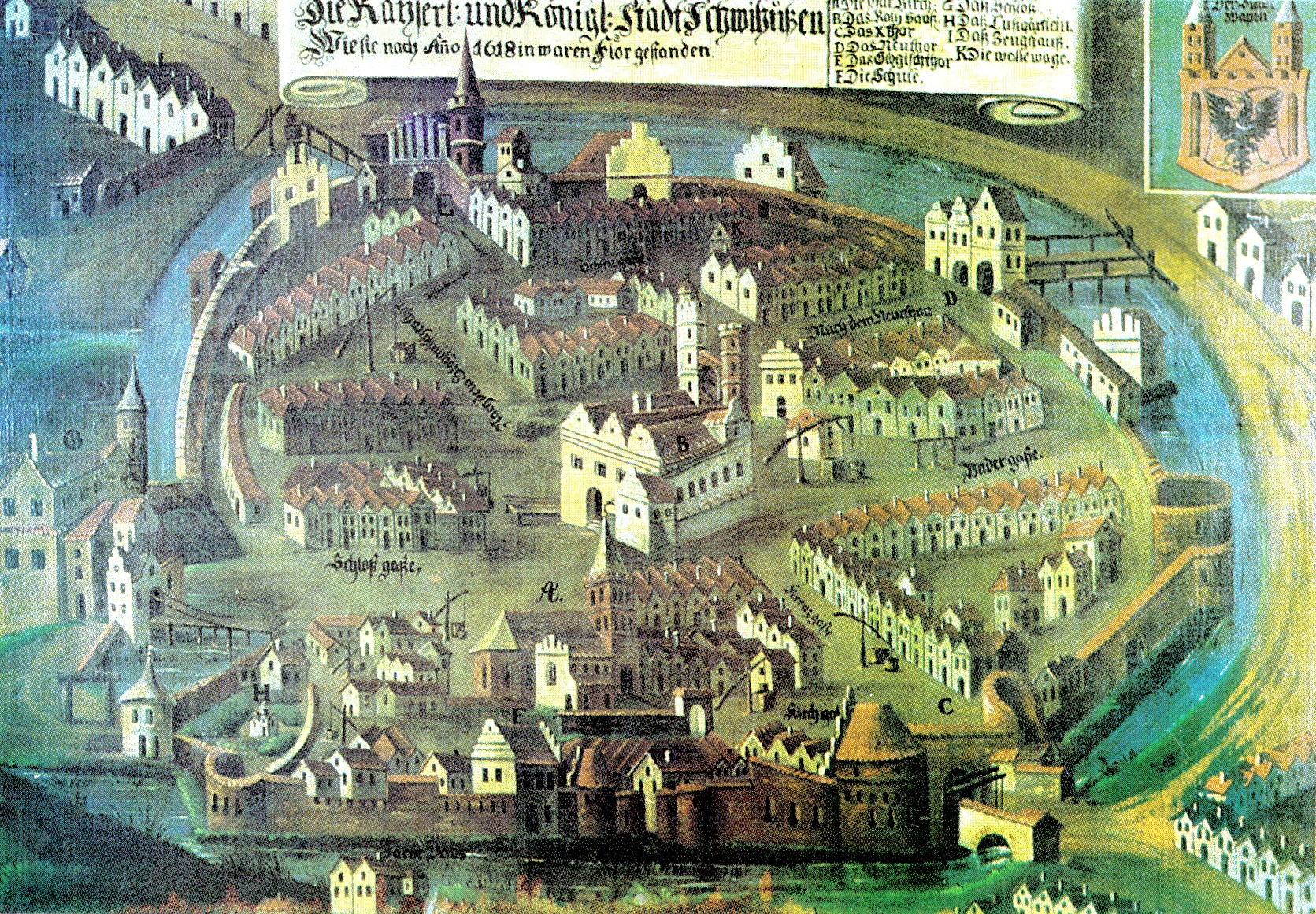
Miasto w XVII wieku

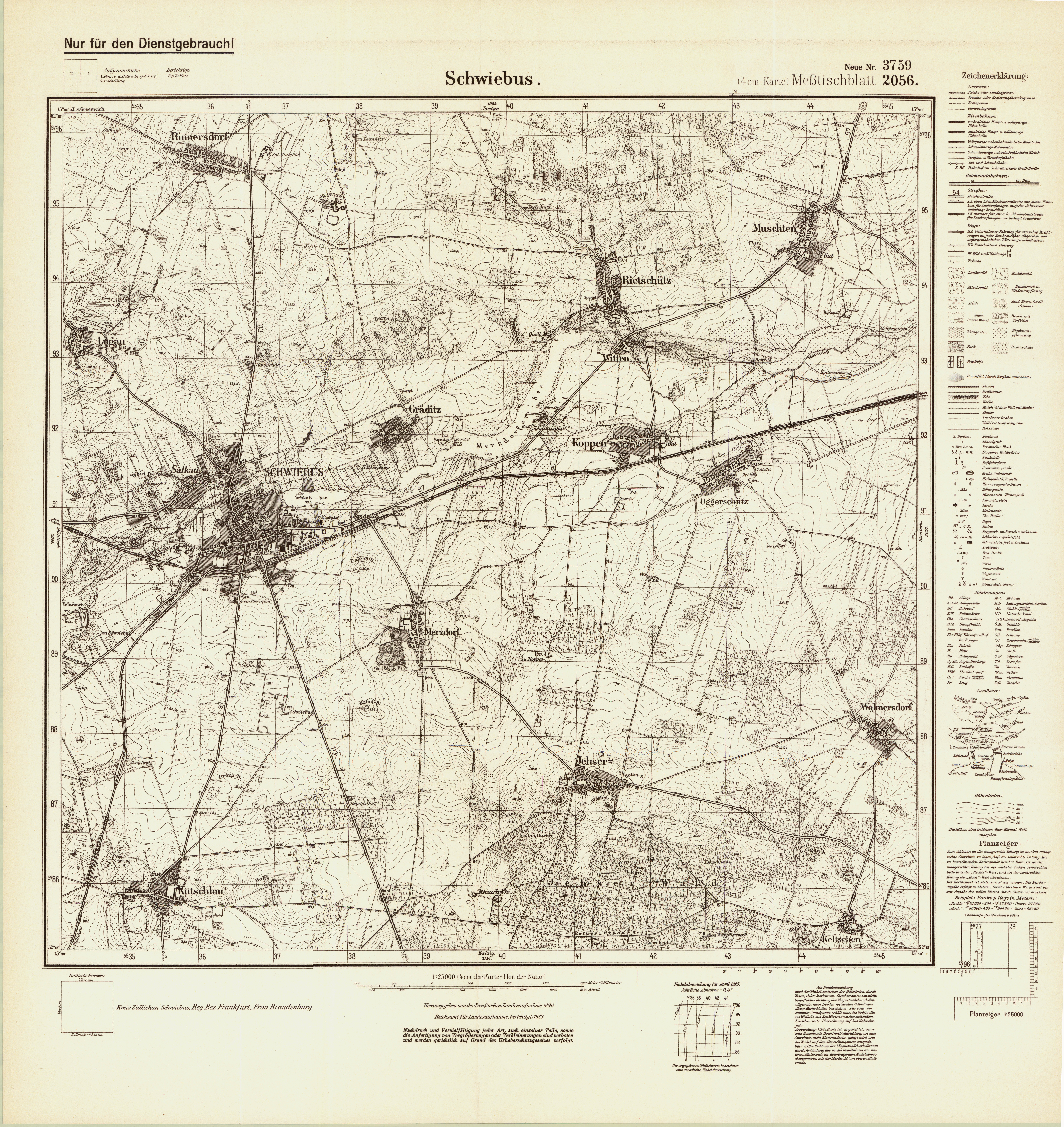
Szczegółowa mapa okolic Świebodzina z 1933 roku

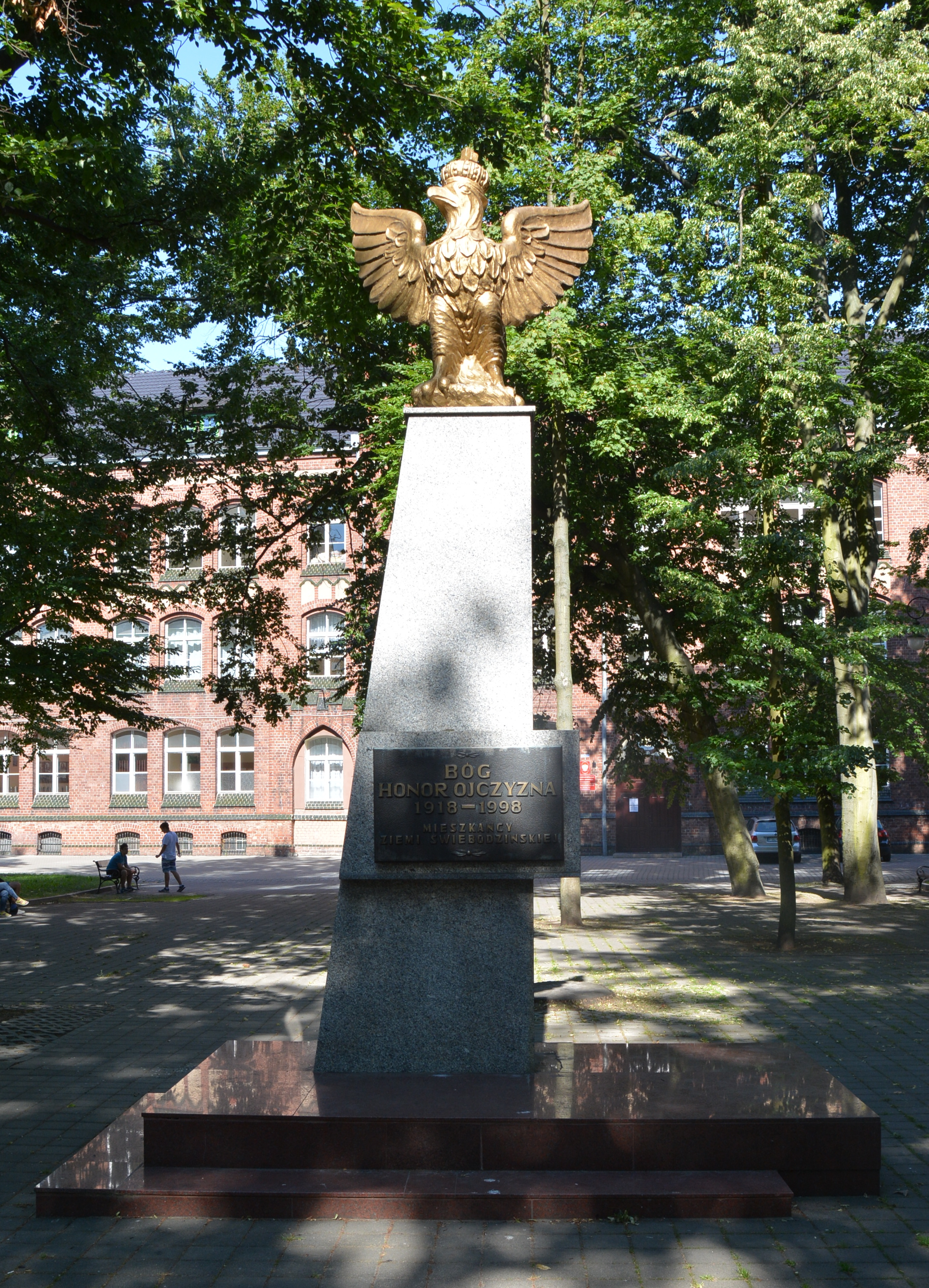
Pomnik „Bóg Honor Ojczyzna 1918–1998” w Świebodzinie

### Starożytność
Tereny na których powstał i rozwijał się Świebodzin, były zamieszkiwane przez człowieka już w czasach paleolitu. Z kolei największe zagęszczenie stanowisk archeologicznych z okresu neolitu i późniejszych znajduje się w okolicach jeziora Paklicko Wielkie oraz rzeki Paklica. Szczególnie bogate są świadectwa trwałego osadnictwa z okresu epoki brązu. Ponadto na terenie Świebodzina około 700 metrów na zachód od centrum miasta w dolinie rzeczki Pławnicy (zwanej również Strugą Świebodzińską), znajduje się słabo zachowane grodzisko datowane na okres wczesnego średniowiecza (VII-XIII w.), na którym podczas prac badawczych pozyskano liczne fragmenty ceramiki użytkowej oraz elementy drewnianych i metalowych przedmiotów z tego okresu.

### Średniowiecze
Miejscowość po raz pierwszy wzmiankowana jest w spisanych po łacinie dokumentach z połowy XII wieku. Na rok 1228 datuje się rozpoczęcie budowy zamku w Świebodzinie, choć według wielu autorów mowa tu o grodzie w pobliskim Grodziszczu, przy którym dopiero na początku XIV wieku rozwinął się Świebodzin. Miasto historycznie związane było z Wielkopolską, co potwierdza średniowieczny zbiór dokumentów zawarty w Kodeksie dyplomatycznym Wielkopolski . W 1234 ziemia świebodzińska dostała się pod panowanie księcia śląskiego Henryka Brodatego w wyniku układu zawartego z księciem wielkopolskim Władysławem Odonicem.
Pierwsza zachowana, źródłowa wzmianka o Świebodzinie – Swiebosin datowana jest na rok 1302. W 1319 miejscowość po raz pierwszy wzmiankowana jest jako miasto, od tego czasu uzyskując status grodu książęcego. W 1320 staje się własnością księcia głogowskiego – Henryka IV. W 1326 Świebodzin na krótko zajął król polski Władysław Łokietek.
W 1329 Świebodzin jako Swibzin wymieniony jest wśród lokalnych miast i warowni. W 1327 Świebodzin powrócił w granice księstwa głogowskiego, i wraz z nim stał się częścią Rzeszy Niemieckiej w 1348. W 1336 wybudowano kościół katolicki pw. św. Piotra i Pawła, później św. Michała. W źródłach nie ma informacji o dokumencie lokacyjnym, struktury miejskie kształtowały się stopniowo. W 1397 pojawia się pierwsza wzmianka o radzie miejskiej, a dopiero w 1418 o burmistrzu. Miasto stawało się lokalnym ośrodkiem rzemiosła w szczególności tkactwa i sukiennictwa, czemu sprzyjało położenie na obszarach nadających się do hodowli owiec. W 1395 książę Henryk VIII nadał tkaczom świebodzińskim najstarszy przywilej tkaczy, przyznający im szerokie uprawnienia przy zakupie wełny. Od 1452 w mieście istniało bractwo sukienników, a sukno świebodzińskie stało się przedmiotem eksportu do wielu krajów europejskich w szczególności do Polski. W tym okresie rozwijały się w mieście również inne gałęzie rzemiosła w szczególności kuśnierstwo oraz garbarstwo. Ważny dla późniejszego rozwoju miasta był pierwszy przywilej z 1395, nadający miastu prawo do warzenia piwa.
W 1469 książę Henryk XI nadał miastu pełne prawa miejskie wzorowane na Głogowie. Miasto posiadało prawo „warzyć i sprzedawać piwo oraz pobierać opłaty od sprzedaży soli”. W 1477 książę głogowski Jan II Szalony potwierdził wszystkie wcześniejsze przywileje miasta. W połowie XV wieku Świebodzin otoczony był przez mury miejskie oraz fosę, a do miasta można się było dostać przez jedną z trzech bram. W system murów miejskich włączony był również zamek, który znacznie rozbudowali władający nim joannici w latach 1438–1477.
20 września 1482 w konsekwencji układu w Kamieńcu Ząbkowickim podsumowującym wojnę o sukcesję głogowską Świebodzin pozostał w granicach księstwa głogowskiego, jednak wobec utraty przez księstwo Krosna oraz Sulechowa, ziemie otaczające miasto stały się enklawą, otoczoną przez ziemie brandenburskie i polskie. Obszar enklawy zajmował około 538 km² i w jej skład wchodziło 47 wsi oraz dwie większe osady handlowe Lubrza i Ołobok będące własnością opactwa cystersów z Paradyża. W 1488 król węgierski Maciej Korwin wypowiedział Janowi II wojnę i zajął Głogów. Na mocy zawartego układu pokojowego z 28 grudnia 1488 w Wiedniu Jan został zmuszony do odstąpienia księstwa królowi, w zamian otrzymał rekompensatę finansową w wysokości 20 tysięcy guldenów.
Na początku XVI wieku miasto było kilkukrotnie niszczone w wyniku klęsk żywiołowych.
W 1500 miał miejsce wielki pożar, podczas którego spaliła się niemal połowa miasta. Drugi pożar wybuchł w 1522, w jego wyniku Świebodzin ulega całkowitemu spaleniu, wobec czego król zwolnił miasto z opłat na rzecz władcy na następne 10 lat. W 1533 miasto zostało częściowo zniszczone po trzęsieniu ziemi, oraz przeżyło epidemię „czarnej śmierci”.

### Czasy nowożytne
Od 1526 miasto znalazło się w granicach monarchii Habsburgów, jako miasto królewskie oraz stolica weichbildu świebodzińskiego. W 1540 dzierżawcami lenna zamkowego w Świebodzinie została rodzina von Knobelsdorff, która odegrała w następnych latach największą rolę w dziejach miasta. W 1561 Świebodzin uzyskał prawa do wolnego wyboru rady miejskiej, co pozytywnie wpłynęło na rozwój miasta. W 1611 miasto złożyło hołd cesarzowi habsburskiemu, jako jedno z siedemnastu miast królewskich. W okresie wojny trzydziestoletniej (1618–1648), miasto wielokrotnie przechodziło pod kontrolę wojsk cesarskich, brandenbursko-saskich lub szwedzkich. Wojna zniszczyła siłę gospodarczą i polityczną miasta, jednak pod tym względem miasto dzieliło losy całego obszaru niemieckojęzycznego w Europie. Po pokoju Westfalskim w 1648, Świebodzin pozostał w granicach Monarchii Habsburskiej, a rozwój protestantyzmu w mieście został nieco zahamowany na rzecz prób przeprowadzenia rekatolizacji.
W latach 1686–1695 miał miejsce okres rządów brandenburskich nad miastem. Świebodzin wraz z enklawą został przekazany elektorowi brandenburskiemu Fryderykowi Wilhelmowi I jako zadośćuczynienie za zrzeczenie się praw Hohenzolernów względem księstw śląskich. Enklawa weszła w skład Nowej Marchii, a Fryderyk rozpoczął proces ekonomicznej unifikacji miasta z resztą swych posiadłości; Świebodzin otrzymał między innymi nowy herb oraz odnowiono przywileje miejskich cechów rzemieślniczych. W wyniku porozumienia zarządców Świebodzina oraz przedstawicieli dworu wiedeńskiego, miasto powróciło w 1694 pod panowanie Habsburgów. W opinii historyków okres brandenburski był czasem pozytywnych zmian w mieście, w szczególności w sferze tolerancji religijnej.
W 1700 roku odnotowano, że produkty świebodzińskich sukienników sprzedawane są w Lipsku, Norymberdze, Frankfurcie n. Menem, Gdańsku, Królewcu i na terenie całej Rzeczypospolitej. W 1728 uruchomiono pierwszą farbiarnię tkanin; uprzednio miasto korzystało z usług pobliskiego Sulechowa. Od 1742 miasto znalazło się w granicach Królestwa Prus. Jednym z pierwszych dekretów nowego władcy było umożliwienie sprawowania nabożeństw miejscowym ewangelikom. W czasie wojny siedmioletniej, począwszy od 1758, Świebodzin był obiektem ataków ze strony wojsk rosyjskich. Rozwój miasta w tym okresie hamowała konieczność aprowizacji wojsk obcych oraz częste rabunki i próby plądrowania miasta. W latach 1763–1806 śląskie tabele statystyczne zaliczały Świebodzin do sześciu najsilniej uprzemysłowionych miast na Śląsku, a pod względem włókiennictwa – do trzech najważniejszych ośrodków.
W wyniku klęski Fryderyka Wilhelma III z wojskami francuskimi w bitwie pod Jeną-Auerstedt, 5 listopada 1806 w Świebodzinie pojawiły się pierwsze francuskie oddziały. W okolicach Świebodzina przejściowo kwaterowały duże oddziały wrogich wojsk, jednak nie notowano oporu mieszkańców wobec obcej armii z powodu utraty zaufania do korony pruskiej wśród niemieckich mieszkańców. Niemcy byli sfrustrowani wysokimi podatkami i obciążeniami na rzecz wojska ściąganymi przed pruską administrację. Po przegranej wojnie, w 1808 rozpoczęła się reforma państwa pruskiego. Świebodzin zyskał podmiotowość prawną oraz niezależny samorząd, który mógł samodzielnie dysponować majątkiem miejskim. W 1809 wybrano nowy skład rady miejskiej według zmienionej ordynacji.

### Historia najnowsza
W czasie wojen napoleońskich 1810–1815 miasto ucierpiało głównie finansowo. Po okresie napoleońskim rozpoczęto usprawnianie państwa pruskiego, w wyniku reformy administracyjnej zlikwidowano powiat świebodziński i włączono go do powiatu sulechowskiego który otrzymał dwuczłonową nazwę powiatu Züllichau-Schwiebus. W 1824 w okolicach miasta odkryto złoża węgla brunatnego. W 1847, wobec pogarszających się warunków mieszkaniowych i głodu doszło do rozruchów wśród świebodzińskich mieszczan, którzy doprowadzili do tymczasowego usunięcia urzędującego burmistrza; sytuację uspokoiła dopiero interwencja wojska. W następnych latach uruchomiono bezpłatną jadłodajnię dla najuboższych oraz wspomagano najbiedniejsze rodziny rozdawaniem drewna na opał. W 1848 wybudowano bitą drogę Poznań – Frankfurt nad Odrą, co usprawniło komunikację i ułatwiło handel dla miejscowych przedsiębiorstw. W latach 1864–1865 wybudowano gazownię miejską oraz uporządkowano centrum miasta poszerzając i utwardzając okolice ratusza. Następnie w latach 1868–1870 miała miejsce budowa odcinka połączenia kolejowego Poznań – Frankfurt przechodzącego przez miasto. Świebodzin miał finansowy udział w budowie, a pierwszy pociąg przejechał przez miasto 22 lipca 1870. W 1879 powołano w Świebodzinie Sąd Obwodowy, który przez następne dziesięciolecia był najważniejszym urzędem w mieście.
Koniec XIX wieku to czas rozwoju i unowocześniania miasta. Władze budowały nowe gmachy urzędowe, a prywatni właściciele przebudowywali szachulcowe kamienice w centrum miasta na nowoczesne dwupiętrowe budynki z bogatym zdobieniem fasad. W mieście dynamicznie rozwijał się przemysł. W tym okresie do rozwoju miasta przyczyniało się również jego rola jako węzła komunikacyjnego oraz przystanku etapowego dla podróżujących. Na początku XX wieku przeprowadzono zakrojone na szeroką skalę prace brukarskie, wzdłuż ulic położono chodniki. W 1912 zmodernizowano miejskie wodociągi.
Po wybuchu I wojny światowej część fabryk została przestawiona na produkcję wojenną, a miejscowe szpitale zostały zamienione na lazarety. Miasto omijane było przez działania wojenne aż do wybuchu w 1918 powstania w Wielkopolsce. Sprawna mobilizacja straży granicznej, proniemieckie nastawienie większości mieszkańców Świebodzina oraz silne garnizony niemieckiego wojska w okolicy nie pozwoliły na zdobycie miasta przez powstańców wielkopolskich. Najdalszy zasięg polskiej ofensywy sięgał oddalonego o około 25 km na wschód Zbąszynia. Ustalona pod naciskiem rządu francuskiego linia demarkacyjna zachowywała miasto w granicach niemieckich. Po zakończeniu działań wojennych Świebodzin wpadł w okres stagnacji gospodarczej, a wzrost liczby mieszkańców uległ zahamowaniu na skutek migracji na zachód Niemiec, tzw. Ostfluchtu.
Podczas II wojny światowej, aż do 1945 pozostawało na uboczu głównego teatru wydarzeń. W styczniu 1945 w okolicy Świebodzina miało miejsce przełamanie umocnień Międzyrzeckiego Rejonu Umocnionego, jednak miasto uniknęło poważniejszych zniszczeń. Świebodzin został zajęty w nocy z 30 na 31 stycznia 1945 przez oddziały I Frontu Białoruskiego, a komendantem miasta został mjr Gaunow. 28 marca 1945 przyjmuje się za datę objęcia administracji polskiej nad miastem.

### W Polsce
Od lutego 1945 miasto znajdowało się na terenie tzw. Ziem Odzyskanych (tzw. III okręg administracyjny – Pomorze Zachodnie). 25 września 1945 miasto – jako jednostka administracyjna powiatu sulechowsko-świebodzińskiego – zostało powierzone administracji wojewody poznańskiego, po czym z dniem 28 czerwca 1946 zostało przyłączone do woj. poznańskiego. 6 lipca 1950 Świebodzin znalazł się w nowo utworzonym województwie zielonogórskim, do którego należał do 1975. Po nowym podziale administracyjnym kraju miasto w latach 1975–1998 należało administracyjnie do mniejszego województwa zielonogórskiego. Od 1999 miasto należy do województwa lubuskiego oraz jest ośrodkiem administracyjnym powiatu świebodzińskiego. W 2010 zakończono prace przy budowie Figury Chrystusa Króla.

## Demografia
- Tabela ukazująca liczbę mieszkańców Świebodzina w latach 1787–2019[47][48]:

31 grudnia 2014 miasto miało 22 008 mieszkańców.

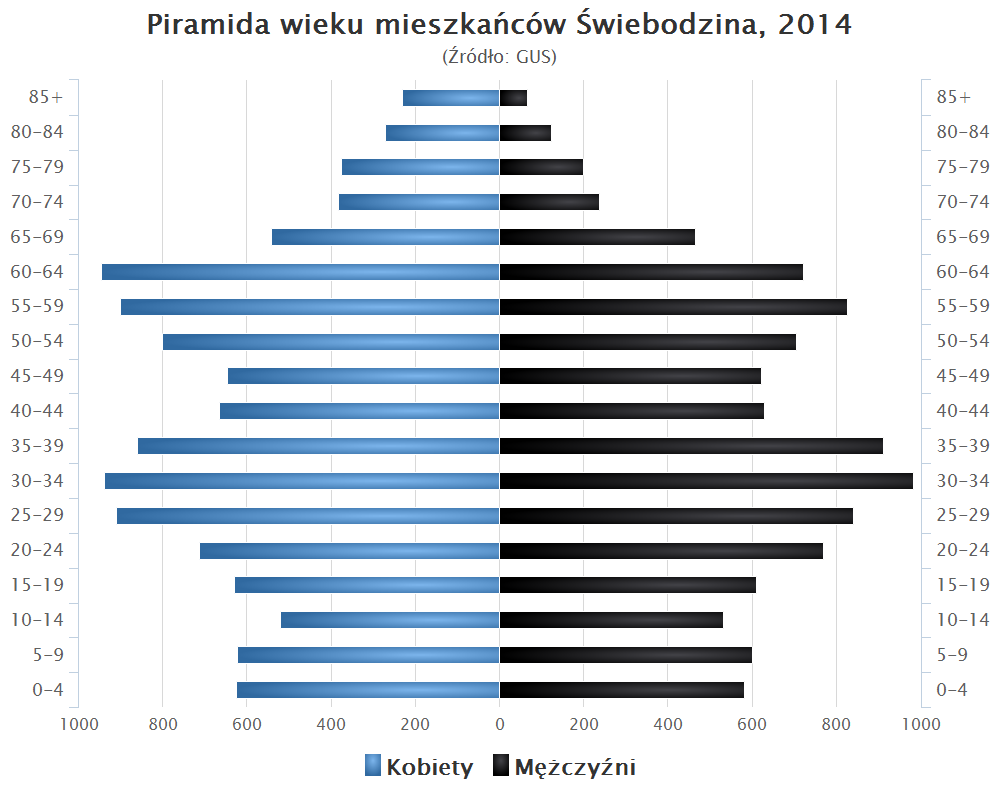
Piramida wieku mieszkańców Świebodzina w 2014

## Zabytki
Do wojewódzkiego rejestru zabytków wpisane są:
- zespół urbanistyczno-krajobrazowy

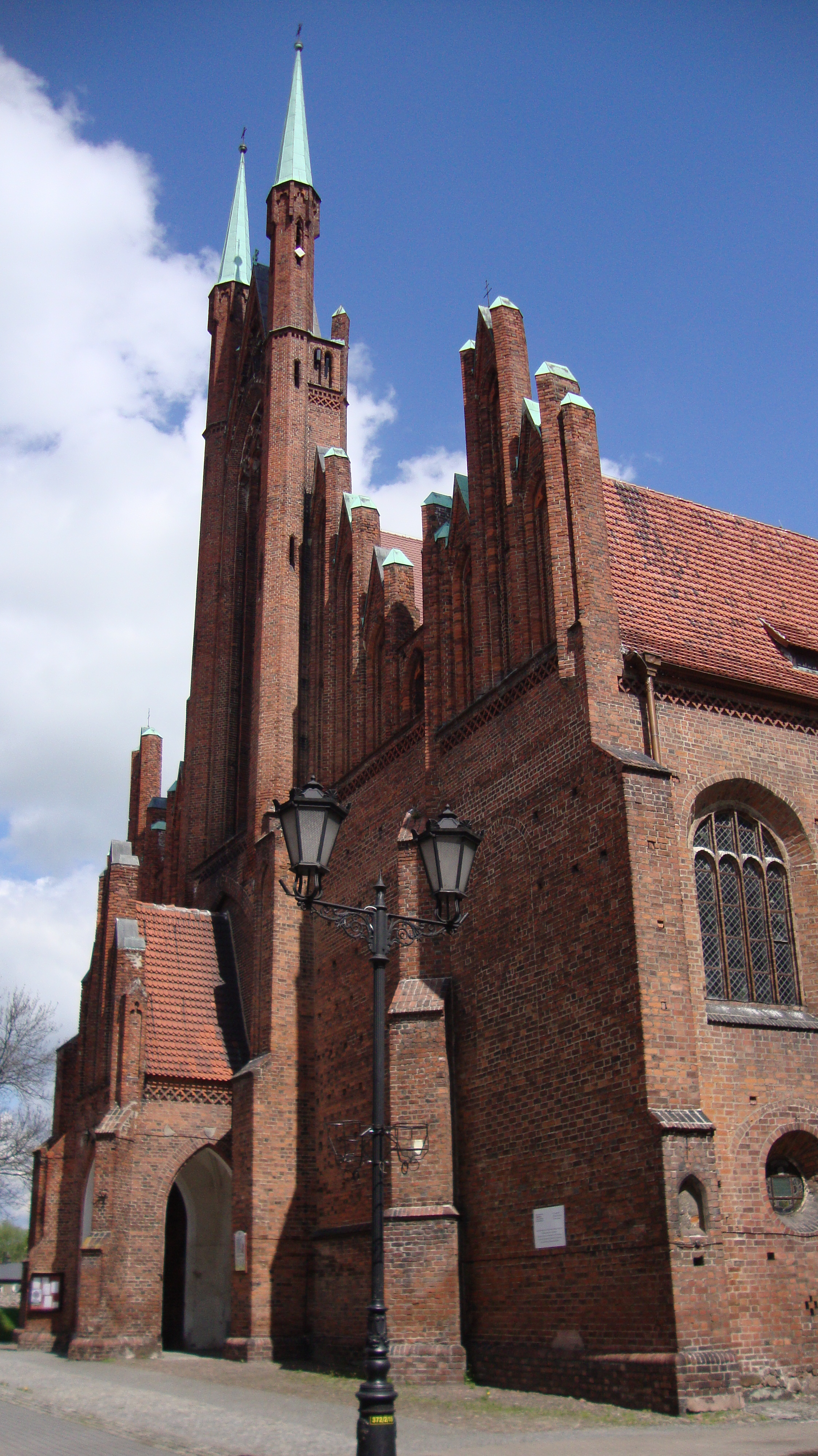
Gotycki Kościół św. Michała Archanioła

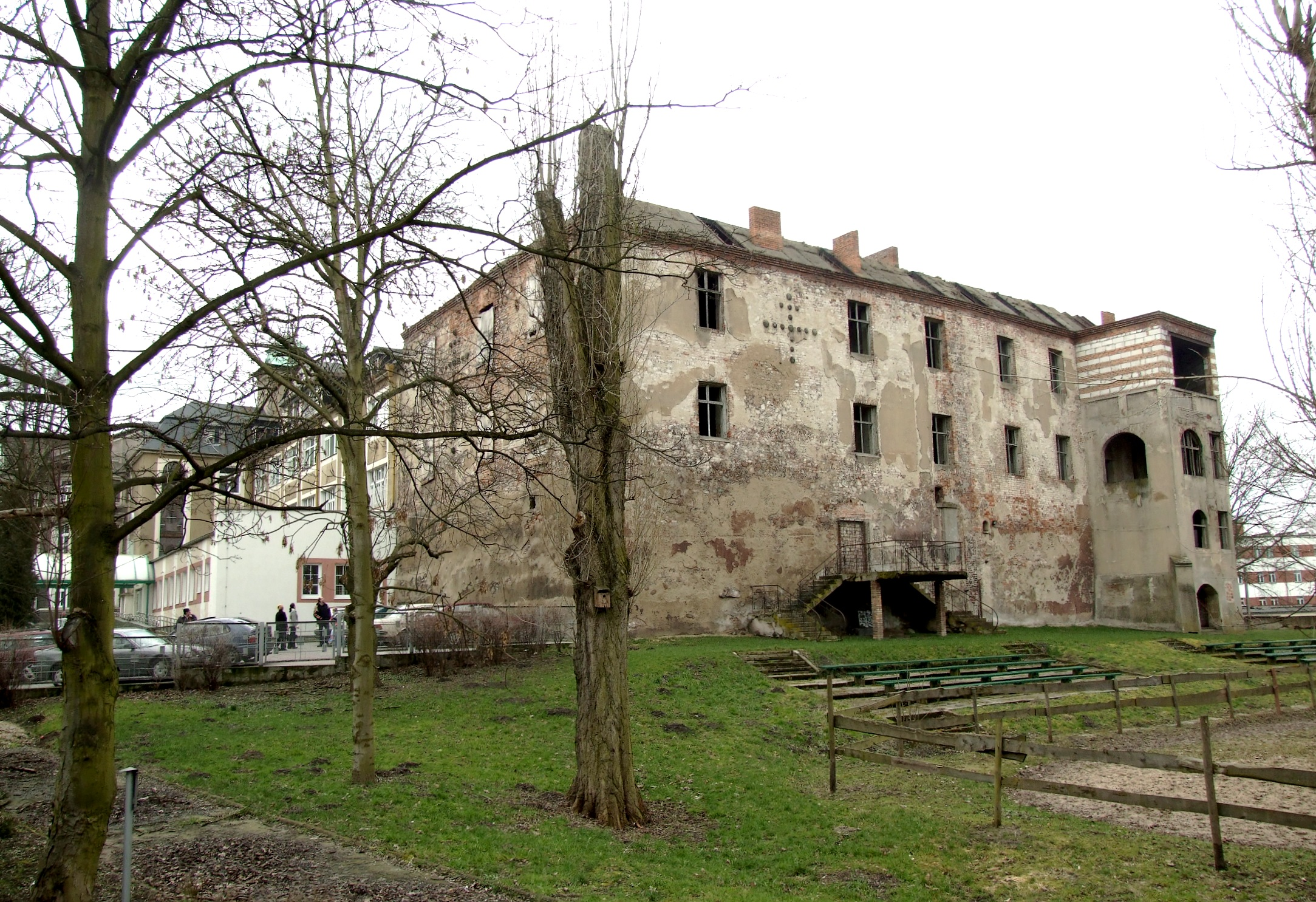
Zamek joannitów z XVI wieku, obecnie częściowo zaadaptowany pod szpital (ściana wschodnia)

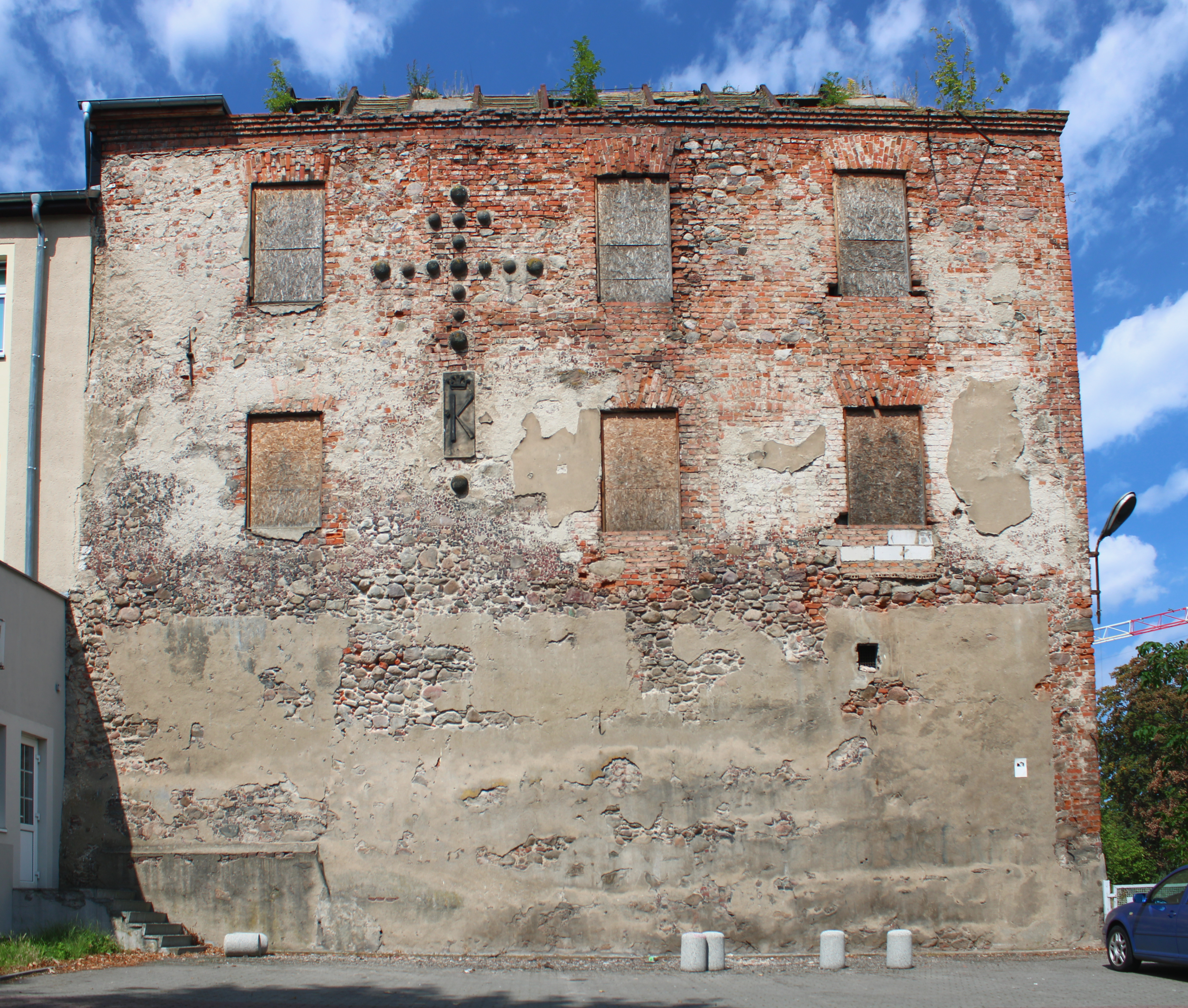
Zamek (detal)

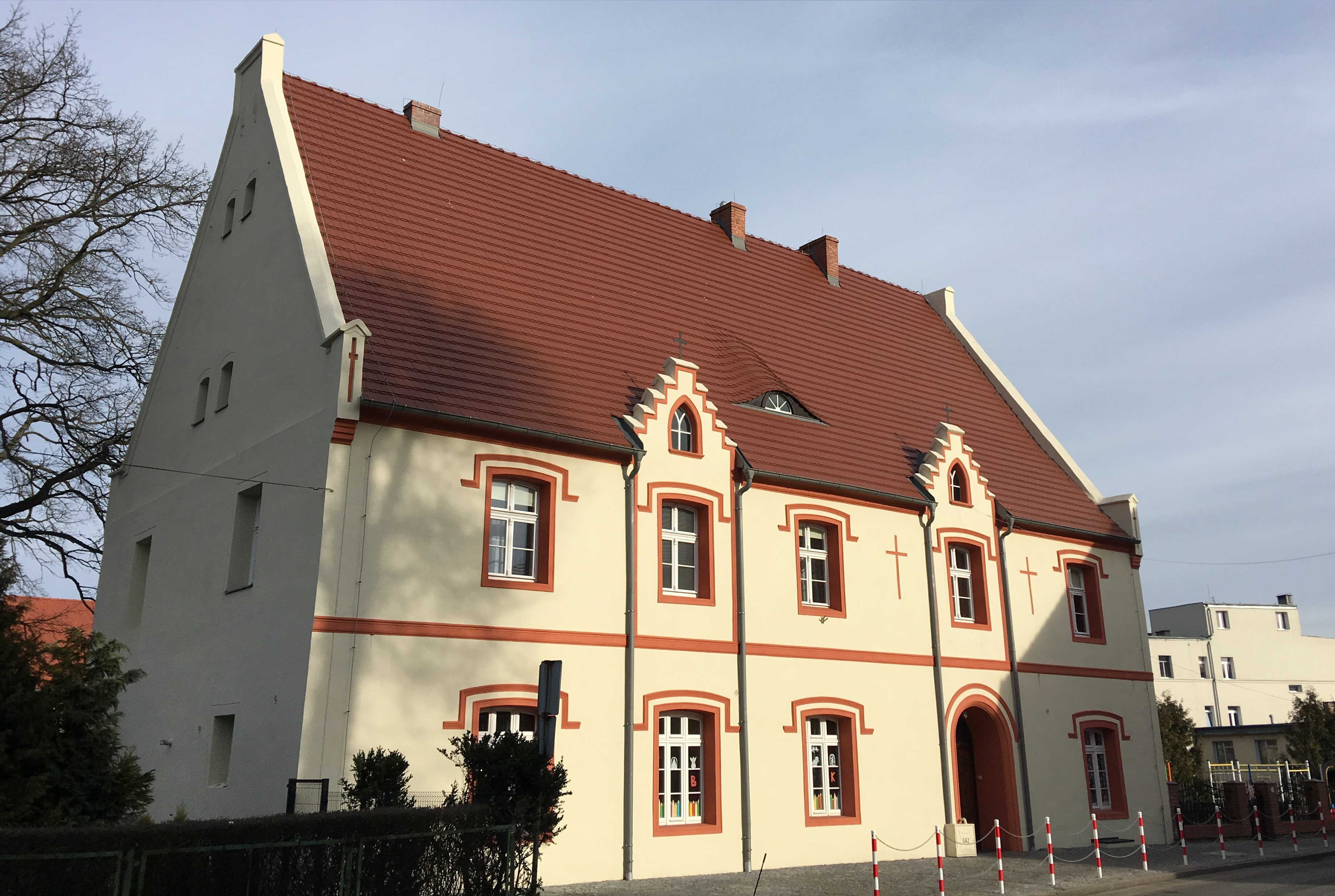
Szkoła parafialna – widok z zewnątrz

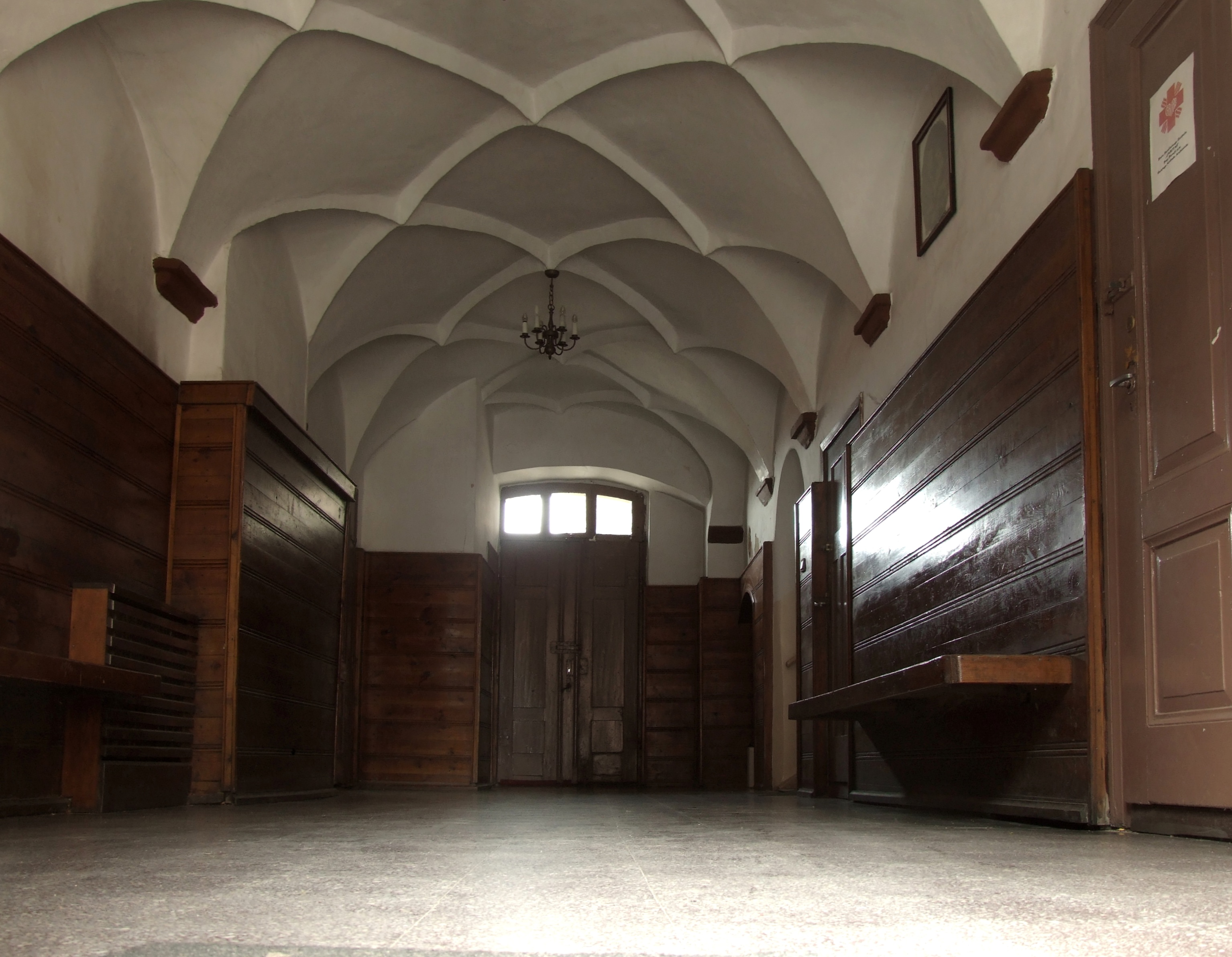
Wnętrze szkoły parafialnej

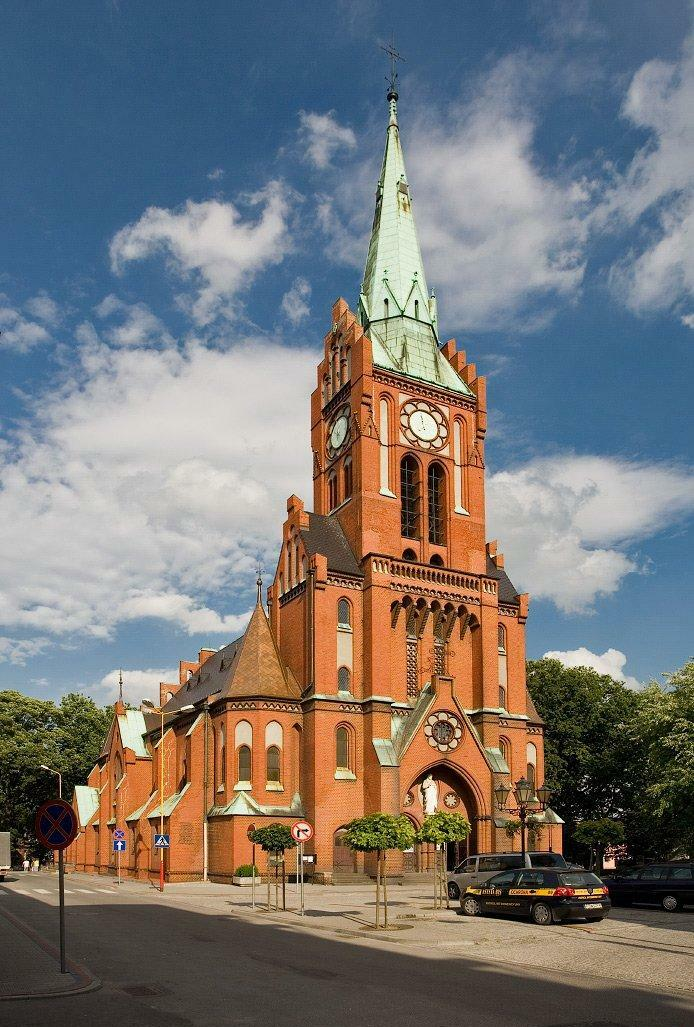
Kościół MB Królowej Polski

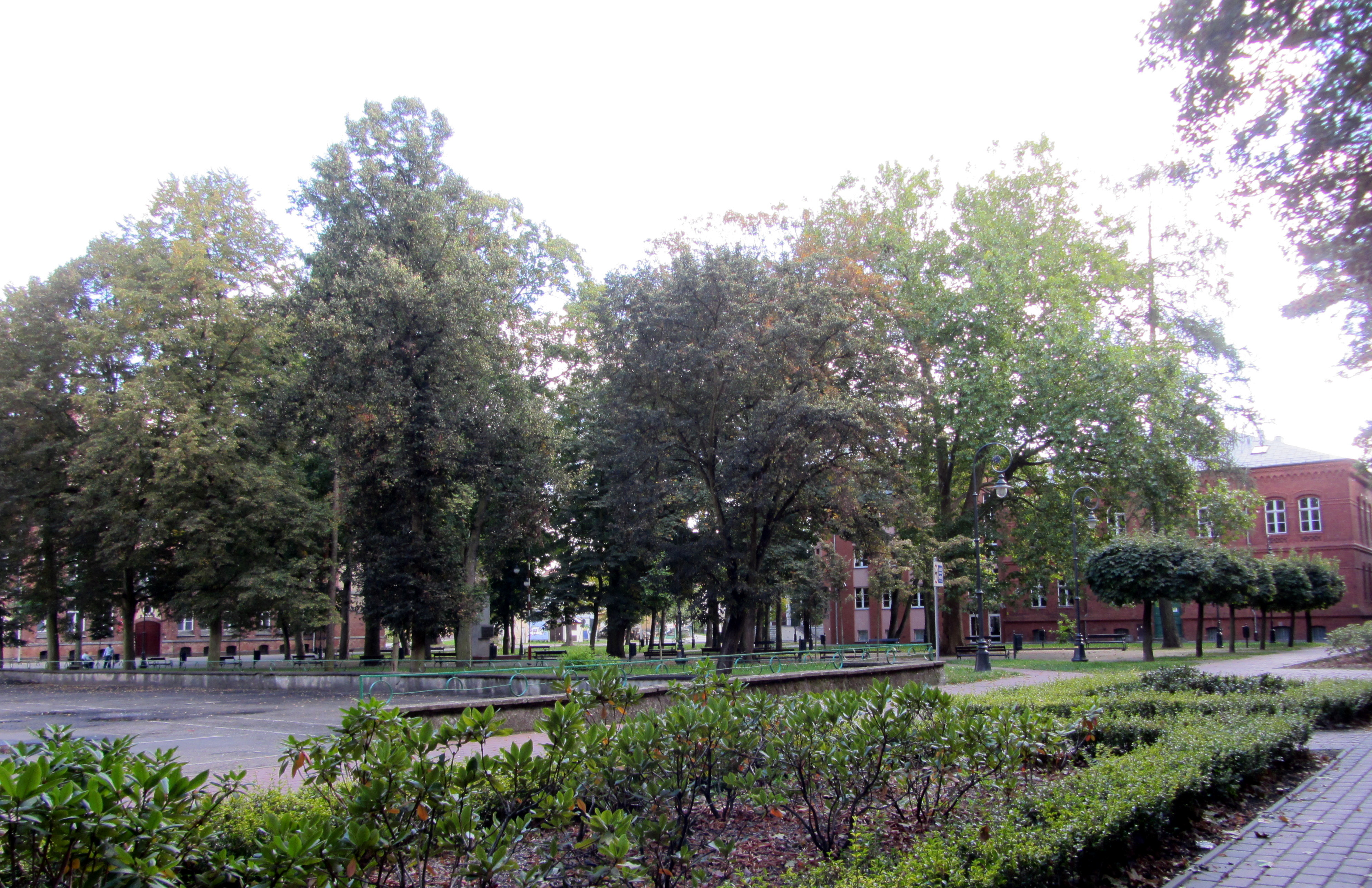
Świebodzin, Park Chopina

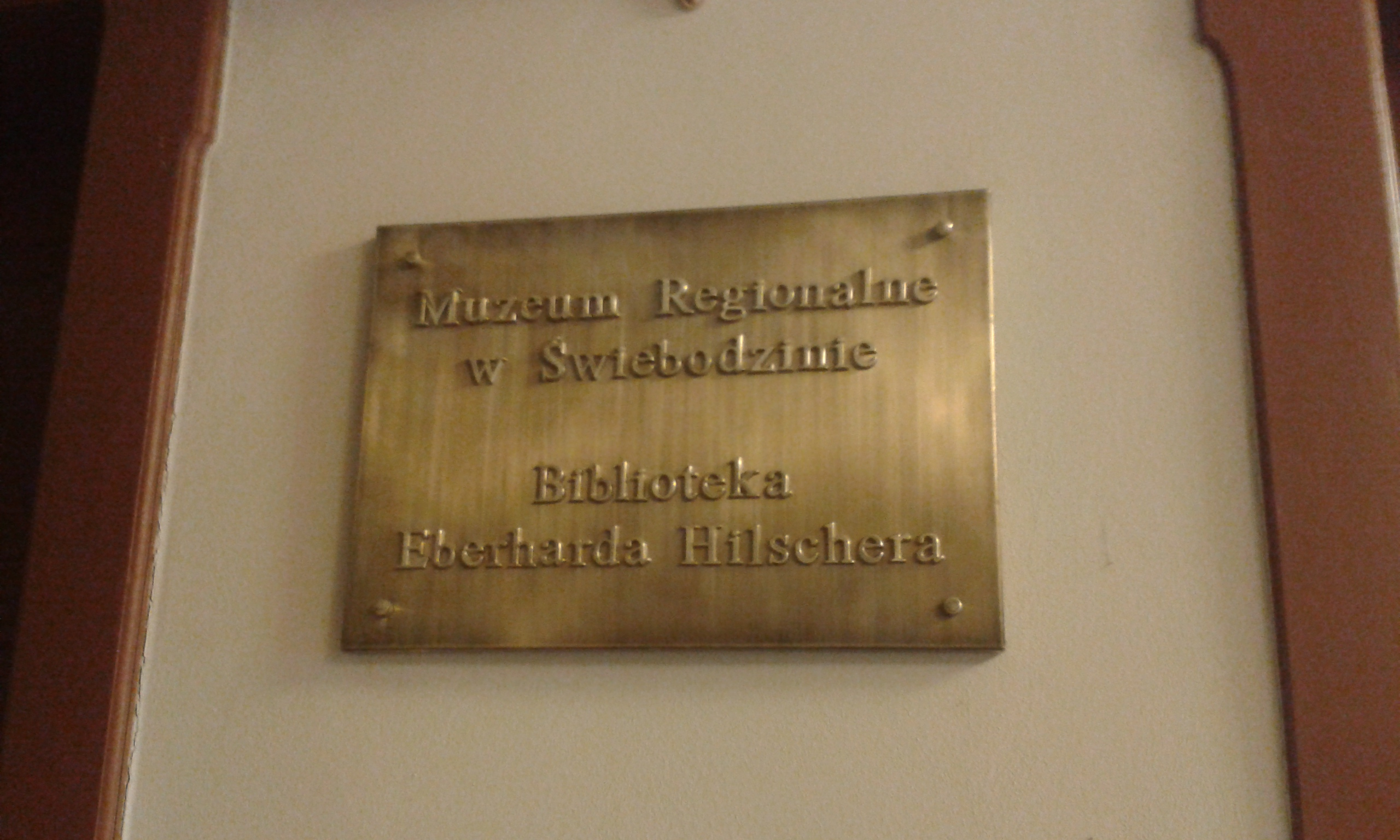
Tablica zawieszona przed wejściem do biblioteki Eberharda Hilschera

- kościół parafialny pod wezwaniem św. Michała Archanioła, późnogotycki z XV wieku, przebudowany w 1541, XVII-XIX wieku; pierwsze wzmianki o kościele, wówczas zapewne drewnianym, pochodzą z 1311. Trzon obecnej, gotyckiej świątyni powstał w I połowie XV wieku. Po pożarze w 1541 trzynawową budowlę powiększono dostawiając czwartą nawę i rząd kaplic. Wnętrze nakryte zostało efektownym sklepieniem sieciowym, w kaplicach gwiaździstym i rzadko spotykanym kryształowym. W latach 1850–1858 świątynia była przebudowywana według projektu Alexisa Langera z Wrocławia. Wybudowano neogotycką kruchtę, fasadę zachodnią zwieńczono imponującym szczytem z dwiema iglicami. We wnętrzu zachowane cenne wyposażenie: późnogotycki tryptyk św. Anny w ołtarzu głównym i Ukrzyżowanie oraz rokokowy ołtarz Najświętszej Marii Panny. Kościół wyróżnia się także tym, że jest szerszy niż dłuższy
- zamek joannitów z XVI wieku, obecnie szpital, przebudowany w XVII wieku, XIX wieku; do dziś istnieje starsza pozostałość skrzydła południowo-wschodniego. Początki budowli sięgają XIV wieku. W tym czasie był najprawdopodobniej niewielką warownią drewnianą bądź częściowo murowaną. W XV wieku zamkiem przejściowo władali brandenburscy joannici. Początkowo miał w zabudowie kształt podkowy z jednym skrzydłem mieszkalnym. W okresie renesansu zamek rozbudowano, dodając dwa kolejne skrzydła. W wyniku zabudowy podzamcza szeregiem domów powstał drugi dziedziniec. Na rysunku z XVIII w. widoczny jest wyraźny podział na zamek górny i dolny. Budowla otoczona była murem oraz fosą z mostem zwodzonym od strony miasta. Zamek przez wiele wieków był siedzibą komendantów i starostów okręgu wśród, których do najbardziej zasłużonych dla miasta należeli przedstawiciele rodziny von Knobelsdorff. Od 1699 zamek w ramach zastawu przejęły cysterki trzebnickie, z tego czasu zapewne pochodzą krzyże z kul armatnich wmurowane w elewację zamku. W 1868 tereny zamkowe stały się własnością miasta. W 1898 władze miasta przekazały obiekt siostrom boromeuszkom, które urządziły tutaj szpital, szkołę katolicką i przedszkole. Staraniem sióstr zakonnych, postawione zostały w roku 1934 nowe skrzydła szpitala, powiązane budynkiem łączącym ze starym zamkiem. Od 1946 roku zespół zamkowo-szpitalny użytkowany jest przez cieszące się dobrą renomą w kraju Sanatorium Rehabilitacyjno-Ortopedyczne (obecnie: Lubuskie Centrum Ortopedii). Mury starego zamczyska widoczne są w południowo-wschodnim skrzydle sanatoryjnego kompleksu
- mury obronne, z początku XIV wieku; zachowały się fragmenty murów miejskich z XIV-XVI wieku, trzech baszt oraz fragmenty pozostałości fosy. Umocnienia miasta zaczęto wznosić od końca XIV wieku, najpierw z kamienia polnego później z cegły. W końcu XVI wieku całe miasto otoczone było murami z dwunastoma basztami i trzema bramami wjazdowymi. Od XVIII wieku, kiedy to obwarowania zaczęły tracić swoje znaczenie militarne, rozpoczęła się ich likwidacja. Najpierw osuszono fosę, potem rozbierano mury obronne a materiał budowlany wykorzystano do wznoszenia nowych budynków
- baszta Kamienna, z początku XIV wieku
- ratusz, z XVI wieku, przebudowany w końcu XIX wieku; w nim ma siedzibę Muzeum Regionalne oraz Biblioteka Eberharda Hilschera, w której zgromadzono pokaźną kolekcję książek oraz pamiątki po pisarzu. Ratusz wybudowano w końcu XIV wieku w centralnym punkcie rynku. Pierwotnie była to budowla dwutraktowa, zapewne drewniana. W czasie wielkiego pożaru miasta w 1541 uległ zniszczeniu, odbudowany w kształcie budynku trzytraktowego, dwukondygnacyjnego z dwiema wieżami. W XIX wieku został przebudowywany: W 1827 rozebrano jedną z wież – północną. Elewację opracowano w neostylowych formach nawiązujących do gotyku i renesansu, wieżę zwieńczono krenelażem. W piwnicach zachowały się najstarsze elementy – kamienne sklepienia beczkowe oraz ceglane: krzyżowo-żebrowe i gwiaździste obecne także w kilku salach na parterze ratusza. Każdego dnia, po wybiciu godziny dwunastej, z wieży ratuszowej grany jest Hejnał Świebodzina, stworzony w latach siedemdziesiątych przez Edmunda Wilgockiego, pierwszego dyrektora szkoły muzycznej[52]. Link do hejnału
- szkoła parafialna, ul. Szpitalna 1, pochodzi z XVI wieku, przebudowana została w początku XVII wieku, XIX wieku; szkoła przy parafii funkcjonowała co najmniej od XIV wieku. Położona była w pobliżu kościoła, niewykluczone, że w tym samym miejscu, gdzie stoi obecny budynek. Według istniejących dokumentów historycznych, powstał on w 1604 na miejscu drewnianego. Jednak niektóre z nich dają powód do przypuszczeń, że szkoła świebodzińska była już murowana przynajmniej w pierwszej połowie XVI wieku. Był to prawdopodobnie budynek o zdecydowanie smukłych proporcjach i schodkowych szczytach. W sieni przetrwały też resztki późnogotyckich sklepień, obecnych niegdyś zapewne we wszystkich pomieszczeniach. Dzisiejszy wygląd budynku ukształtowany został w czasie gruntownej przebudowy dokonanej w II połowie XIX wieku
- zespół architektoniczny przy Parku Chopina:
  - kościół ewangelicki, obecnie rzymskokatolicki parafialny pod wezwaniem Najświętszej Maryi Panny Królowej Polski, neogotycki z lat 1898–1900, dawniej protestancki. Wzniesiony w latach 1898–1900 jako kościół ewangelicki na miejscu dwóch wcześniejszych zborów z XVII i XVIII wieku. Pierwszy zbór na tym miejscu postawili protestanci w 1694. Z powodu wad konstrukcyjnych musiał zostać rozebrany. Następny wzniesiony został w 1747 w konstrukcji szachulcowej. Gdy i ten uległ zniszczeniu, postawiono obecny. Jest to budowla neogotycka, również wnętrze zaprojektowane zostało w tym stylu. W 1946 został przejęty przez parafię katolicką
  - progimnazjum, obecnie szkoła, z 1876
  - szkoła dla dziewcząt, obecnie LO, z 1869
  - sąd i więzienie, z 1879
- domy z XVIII, XIX i XX wieku, miasto do XVIII w. posiadało głównie zabudowę drewnianą. Najstarsze zachowane kamienice pochodzą z końca XVIII wieku – przy ul. Wiejskiej i Kościelnej. Większość miejskiej zabudowy powstawała w XIX i XX wieku, często o eklektycznej i secesyjnej architekturze. Najciekawsze zespoły kamienic o różnorodnym i bogatym detalu znajdują się przy ul. Piłsudskiego, pl. Wolności, pl. Jana Pawła II, 1 Maja, Sukienniczej. Na przedmieściach zachowały się okazałe wille, np. przy ul. Łęgowskiej – siedziba dawnej fabrykanckiej rodziny Rothe-Rimpler, przy ul. Łużyckiej tzw. willa Sallet
  - dom, ul. Kościelna 6, 7, 12, 13, z końca XVIII wieku, XIX wieku/XX wieku
  - dom, ul. Wiejska 1, z końca XVIII wieku
  - domy, ul. Piłsudskiego 1-40, 45, z XIX wieku/XX wieku
  - dom, ul. 1 Maja 1, 2, 3 z końca XVIII wieku, 5, 10, 11, 12, 13, 17 (d. 11), 21
  - domy ul. Sukiennicza 1, 2, 4, 3 8, 9, 10, 48, 50, 52, 56, z końca XVIII wieku; 6, 20, 43, 44, 47, 49, z XIX wieku/XX wieku
- domy, ul. Łęgowska 1 i 2, z końca XIX wieku
- zespół architektoniczno-urbanistyczny pl. Browarnianego, domy, pl. Browarniany nr 3, 4, z końca XIX wieku, nr 20, z początku XX wieku
- domy, ul. Głogowska 1 (d. 28), 2 (d. 3), 3, 4 (d. 1), 6, z końca XVIII wieku, nr 7, 8 (d. 2), 9 (d. 26), 10, 11 (d. 25), 12, 13 (d. 21), 17 (d. 19), 19 (d. 18), 20, 24, 25 (d. 15), 31, z XIX wieku/XX wieku
- domy, pl. Jana Pawła II 3, 5 (d.7), 7 (d.10), 9, 10, 11, 12, 13, 20 (d. 24), 21 (d. 25),24, 25, 26, 27, 28, z XIX wieku/XX wieku
- domy, ul. Kilińskiego 1, 3, 7, 11, 12, 18, z XIX wieku/XX wieku
- dom, ul. Młyńska 1, z końca XVIII wieku
- domy, ul. Studencka 3, 3a, 4, 5, 6, 7, 39, z XIX wieku/XX wieku
- dom, ul. 30 Stycznia 9, z końca XVIII wieku
- dom, ul. Szpitalna 5, szachulcowy, z połowy XIX wieku
- domy, ul. Zachodnia 4, 5, 82, 83
- domy, ul. Wałowa 6, 7, 8, 15, 16, 17 szachulcowy z końca XVIII wieku; 18, 20, 21, 24 (d.18), 25/26, 28, 38, 39, 40, 42, 43, 43a, 44, XIX wieku/XX wieku.

inne zabytki:
- cmentarz żydowski
- kapliczka św. Jana Nepomucena, pochodzi z XVIII wieku. Stanęła w XVIII wieku przy obecnej ul. Sukienniczej. Posiada typową barokową formę – pierwotnie św. Jana Nepomucena – patrona podróżnych, mostów i przepraw oraz opiekuna życia rodzinnego.

## Atrakcje turystyczne

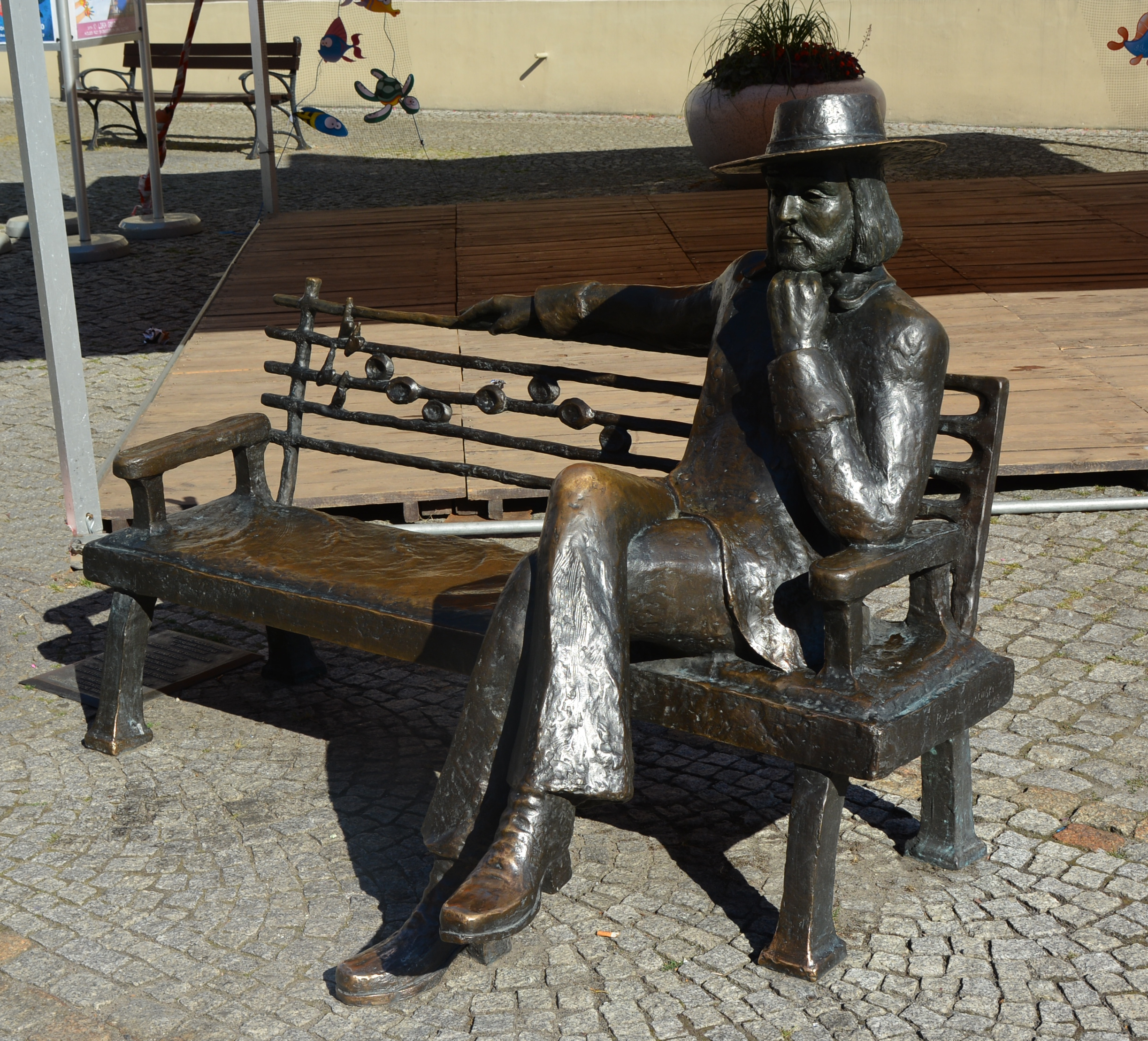
Ławeczka Niemena

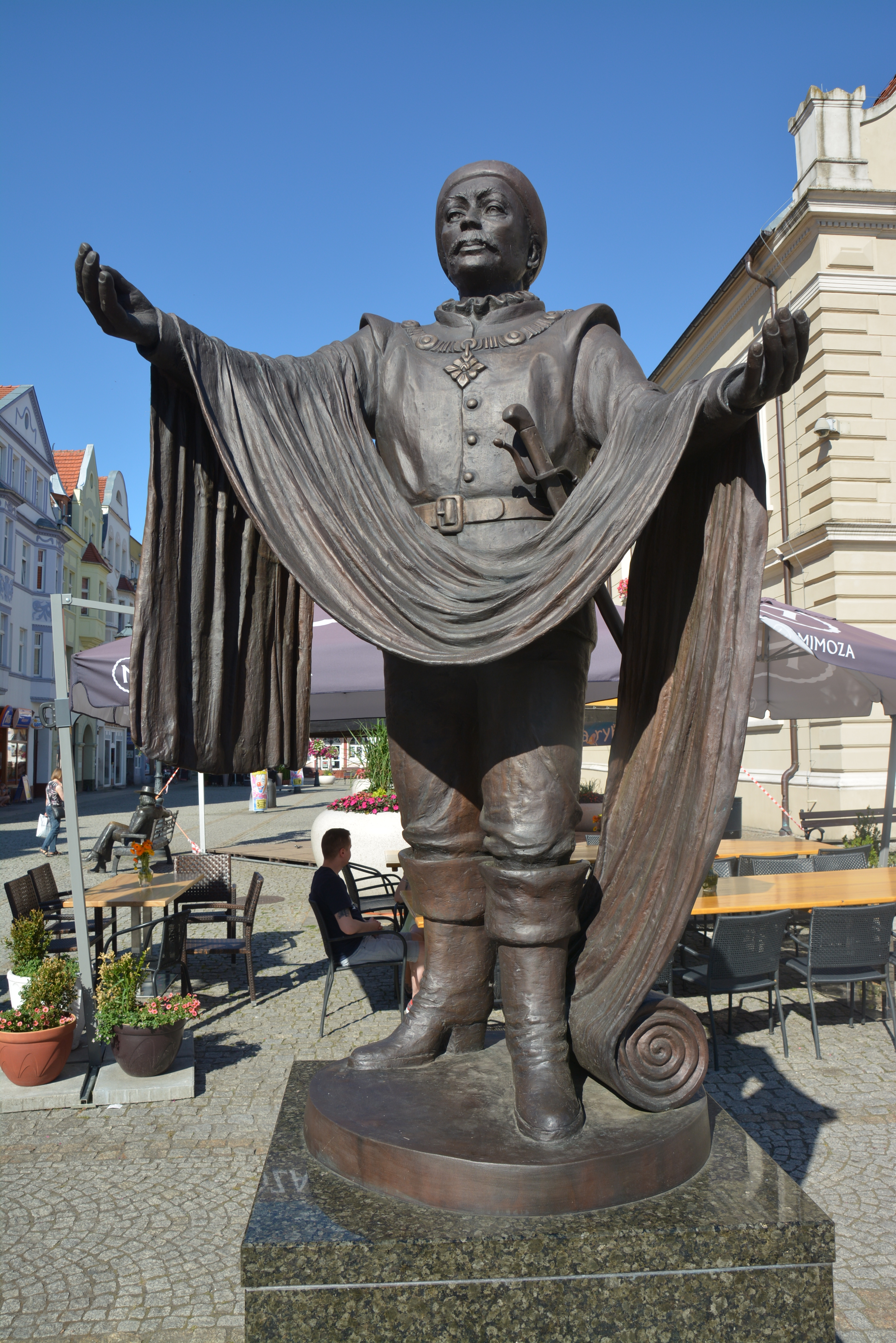
Pomnik Sukiennika Świebodzińskiego

- figura Jezusa Chrystusa Króla Wszechświata – w 2001 proboszcz parafii pw. Miłosierdzia Bożego ks. Sylwester Zawadzki rozpoczął działania zmierzające do wybudowania w Świebodzinie pomnika Chrystusa Króla o wielkości zbliżonej do Pomnika Chrystusa Odkupiciela w Rio de Janeiro. Pierwsze elementy pomnika zamontowano w sierpniu 2007, a budowa całości została ukończona 6 listopada 2010. Pomnik według projektu Mirosława Pateckiego jest ustawiony na usypanym kopcu o wysokości 16 m. Postać ma 33 m wysokości (bez korony) i ramiona o rozpiętości 25 m[53].
- ławeczka Czesława Niemena – w dniu 20 czerwca 2009 została odsłonięta ławeczka Czesława Niemena[54]. Ławeczka powstała z inicjatywy Stowarzyszenia Pamięci Czesława Niemena oraz przy dużej pomocy władz lokalnych: burmistrza miasta Dariusza Bekisza i starosty powiatu świebodzińskiego Zbigniewa Szumskiego. Ze względu na powiązania rodzinne artysta był bardzo związany z miastem; zagrał również koncert, z którego dochód przekazał na budowę basenu miejskiego.
- sanktuarium Miłosierdzia Bożego w Świebodzinie

## Gospodarka
- KOIMEX S.A. – przedsiębiorstwo z branży transportowo- spedycyjnej
- Euro-Box Sp. z o.o. (producent metalowych obudów)
- Seco/Warwick S.A. (firma przejęła dawne zakłady „Elterma”) – grupa Seco/Warwick jest światowym liderem w produkcji pieców przemysłowych oraz urządzeń do obróbki cieplnej
- Mercord Sp. z o.o. – jest jednym z czołowych producentów odzieży ochronnej w Polsce
- PHU Instal+ – usługi elektroenergetyczne, sprzedaż i montaż rozdzielni, szaf i złączy kablowo-pomiarowych.
- Znaczną część miejskiej gospodarki stanowi sektor handlowy. W Świebodzinie funkcjonuje: 10 marketów (3 Biedronki, Lidl, 3 Netto, Intermarché, 3 Dino), kilkanaście innych sklepów sieci handlowych: market budowlany Mrówka; sklepy: NeoNet, MediaExpert.
- Recaro – światowa firma znana z produkcji foteli i fotelików samochodowych dla dzieci.

## Transport

### Drogowy
W mieście krzyżują się drogi o znaczeniu krajowym oraz wojewódzkim.
| Droga                        | Trasa                                                                                                  |
| ---------------------------- | --- |
| droga ekspresowa nr S3 (E65) | Świnoujście – Goleniów – Szczecin – Gorzów Wielkopolski – Świebodzin – Zielona Góra – Legnica – Bolków |
| droga krajowa nr 92          | Rzepin – Świebodzin – Pniewy – Poznań – Września – Konin – Kutno – Łowicz – Sochaczew – Warszawa       |
| droga wojewódzka nr 276      | Świebodzin – Skąpe – Szklarka Radnicka – Krosno Odrzańskie                                             |
| droga wojewódzka nr 303      | Świebodzin – Babimost – Powodowo                                                                       |

W czasach PRL, do 1985 roku, przez miasto biegły drogi państwowe nr 45, fragment drogi międzynarodowej E8 oraz nr 46, część trasy E14. W latach 70. oddano do użytku północną obwodnicę miasta, na którą przeniesiono arterię E8.
Funkcję dworca autobusowego w okresie PRL pełnił początkowo przystanek autobusowy na pl. Obrońców Pokoju, pod ratuszem. Później przeniesiono go na plac Wolności obok remizy straży pożarnej; poczekalnia mieściła się na parterze znajdującego się tam budynku. Na początku lat siedemdziesiątych XX wieku powstał obecny dworzec PKS. Komunikacja autobusowa na terenie miasta, jak i całego powiatu jest realizowana przez PKS Zielona Góra.

### Kolejowy
W Świebodzinie znajduje się stacja kolejowa, przez którą przebiega linia kolejowa nr 3 Warszawa Zachodnia – Kunowice i w której kończy się nieczynna linia kolejowa nr 384 z Sulechowa.

## Oświata
W Świebodzinie znajdują się:
- szkoły podstawowe

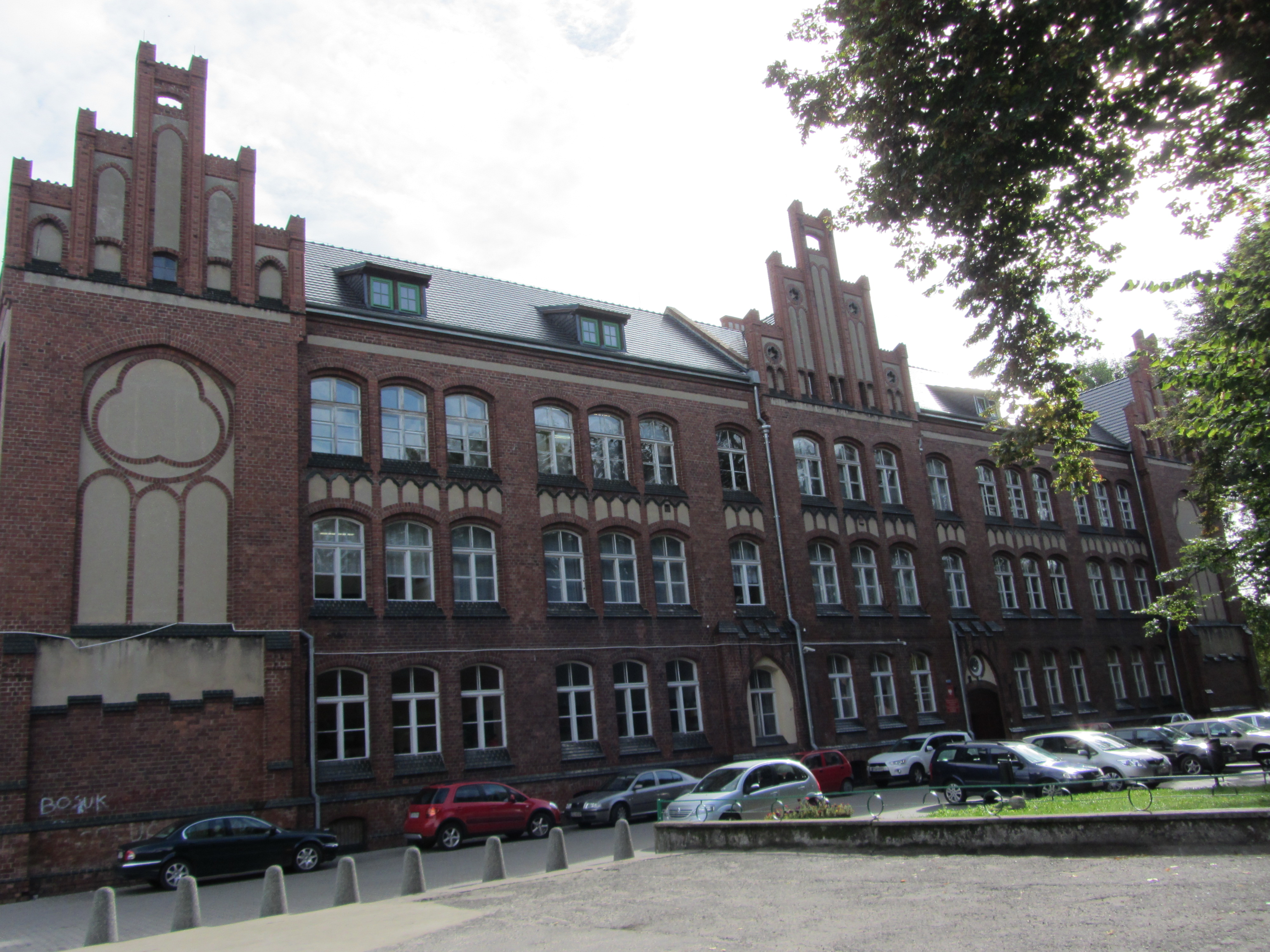
Liceum Ogólnokształcące im. Henryka Sienkiewicza, dawna szkoła dla dziewcząt z 1869 roku

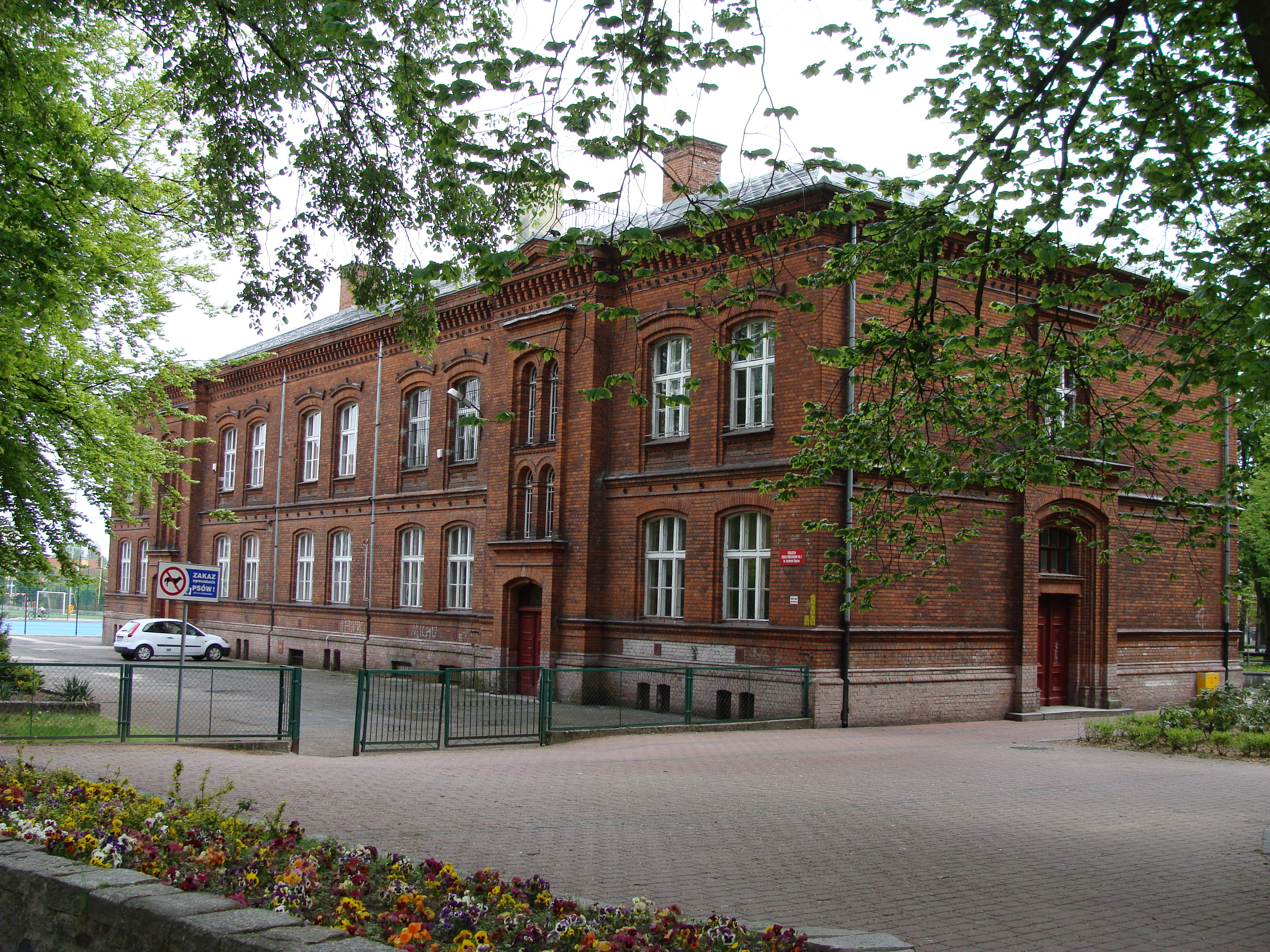
Szkoła Podstawowa nr 2 im. Fryderyka Chopina, dawne progimnazjum z 1876 roku

  - Szkoła Podstawowa nr 1 im. Mikołaja Kopernika
  - Publiczna Szkoła Podstawowa nr 2 im. Fryderyka Chopina
  - Szkoła Podstawowa nr 3 im. Czesława Niemena
  - Szkoła Podstawowa nr 6 im. Kornela Makuszyńskiego
  - Szkoła Podstawowa nr 7 im. Janusza Korczaka
  - Społeczna Szkoła Podstawowa
- szkoły średnie
  - Liceum Ogólnokształcące im. Henryka Sienkiewicza
  - Powiatowy Zespół Szkół w Świebodzinie
- szkoły specjalne
  - Specjalny Ośrodek Szkolno-Wychowawczy im. Lecha Wierusza

## Media

### Telewizja i internet
W mieście od stycznia 2012 do 26 lutego 2016 funkcjonowała lokalna telewizja HTŚ Świebodzin. Program HTŚ był dostępny zarówno poprzez sieć kablową, jak i w internecie.

### Prasa
Gazety:
- Dzień Za Dniem
- Tygodniowa
- Lokalna

Portale Internetowe:
- Gazeta Świebodzińska
- Radio Świebodzin

## Organizacje społeczne
W Świebodzinie działa Świebodziński Związek Kresowian zrzeszający osoby pochodzenia kresowego oraz pielęgnujące pamięć o Kresach Wschodnich.

## Wspólnoty wyznaniowe
Kościół Adwentystów Dnia Siódmego:
- zbór w Świebodzinie[60]

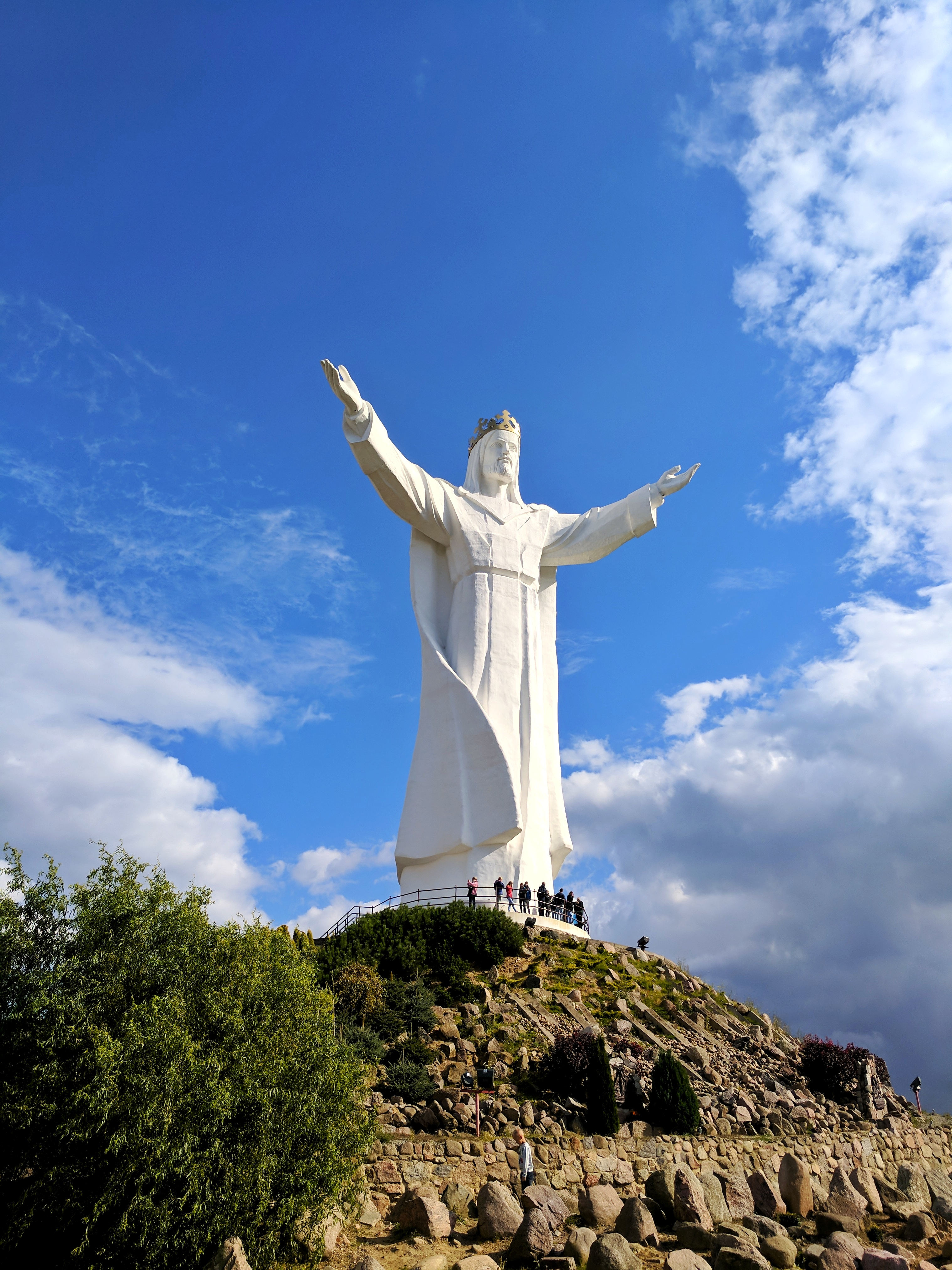
Figura Chrystusa Króla

Kościół Chrześcijański „Jezus Żyje”:
- zbór w Świebodzinie[61]

Kościół rzymskokatolicki:
- parafia Najświętszej Maryi Panny Królowej Polski
- parafia św. Michała Archanioła
- parafia Miłosierdzia Bożego

Kościół Zielonoświątkowy:
- zbór w Świebodzinie[62]

Świadkowie Jehowy:
- zbór Świebodzin–Widok (w tym grupa rosyjskojęzyczna)
- zbór Świebodzin–Centrum (Sala Królestwa ul. Młyńska 1)[63].

## Sport
W mieście swoją siedzibę ma klub piłkarski „Pogoń” Świebodzin, który powstał w 1953 i jego sukcesy to m.in. występy w III poziomie rozgrywek oraz 1/16 finału Pucharu Polski. Zespół domowe mecze rozgrywa na Stadionie Miejskim w Świebodzinie o pojemności 3500 miejsc. Barwy klubu: żółto-czerwone. Występuje w IV lidze lubuskiej.
I drużyna piłki ręcznej Zew Świebodzin, który występuje w 1 LIDZE PIŁKI RĘCZNEJ - GRUPA B.
Poza tym od 2000 istnieje sekcja tenisa stołowego KS „Jofrakuda” Świebodzin, która posiada drużyny w III i V lidze rozgrywkowej pod egidą Polskiego Związku Tenisa Stołowego.

## Współpraca międzynarodowa
Miasta partnerskie:
- Herzberg[64]
- Neuenhagen[65]
- Friesoythe (od 1998)[66]

## Artykuły prasowe
- Izabela Taraszczuk: Gerhart-Hauptmann-Biograph Eberhard Hilscher wäre dieses Jahr 85 geworden. Mit der Witwe des Schwiebuser Schriftstellers und Essayisten, Ute Hilscher, sprach Izabela Taraszczuk (Biograf Gerharta Hauptmanna Eberhard Hilscher skończyłby w tym roku 85 lat. Z wdową po pisarzu ze Schwiebus/Świebodzina rozmawiała Izabela Taraszczuk). [W:] „Schlesien heute”, nr 9/2012, wyd. Senfkorn Verlag Alfred Theisen w Görlitz, s. 57.